# Adelheid von Savona

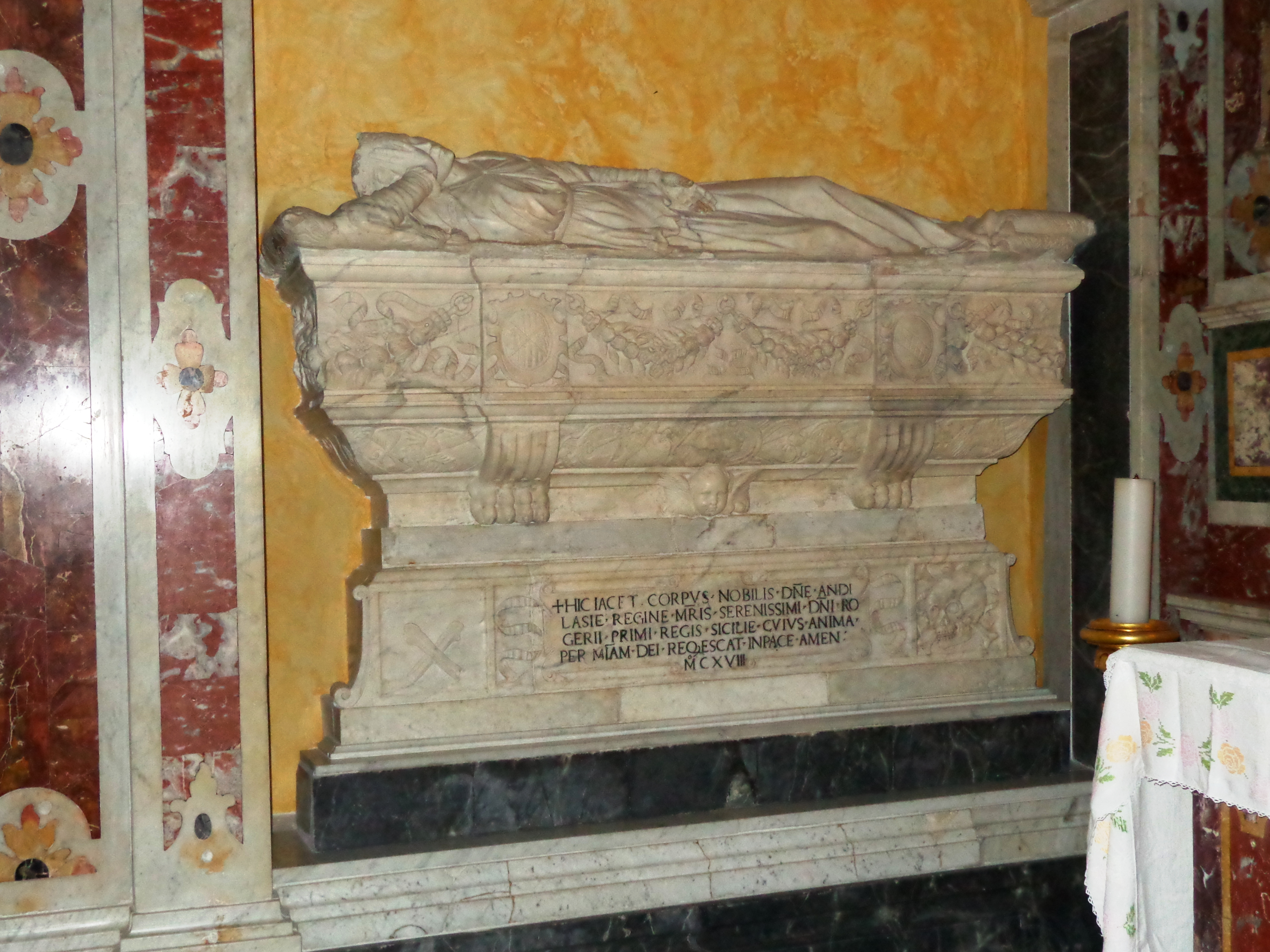
Grabmal in der Kathedrale von Patti

Adelheid von Savona, auch Adelayda, Adelaydis, Adelasia  (* 1072; † 18. April 1118 in Patti) war Gräfin und Regentin von Sizilien und Königin von Jerusalem.

## Leben
Adelheid war eine Tochter des Markgrafen Manfred von Savona. 1089 heiratete sie Roger I., den Grafen von Sizilien. Sie war die dritte Ehefrau Rogers. Mit ihm hatte sie zwei Söhne,  Simon (1093) und Roger (1095). Nach dem Bericht des Gaufredus Malaterra wurden zwei Schwestern der Adelheid mit den Söhnen Rogers I. aus dessen früherer Ehe, Gaufredus und Jordanus, verlobt. Da Gaufredus vor Erreichen der Ehemündigkeit an Lepra starb, konnte nur die Ehe des Jordanus feierlich vollzogen werden.
Nach dem Tod ihres Mannes im Jahre 1101 übte sie die Regentschaft zunächst für Simon (bis zu dessen Tod 1105) und dann für Roger aus, bis letzterer als Roger II. im Jahre 1112 selbst die Herrschaft übernahm. Eine Reihe von meist griechischen Urkunden, in denen sie Adelasia genannt wird, dokumentierten ihre erfolgreiche Regierung, in der sie den verschiedenen ethnischen Einheiten gerecht zu werden verstand. Während Roger I. keinen festen Regierungssitz hatte, wählte Adelheid Palermo als Residenz.
Anschließend zog Adelheid nach Jerusalem, wo sie 1113 Balduin I., den König von Jerusalem heiratete. Nachdem sie 1117 von diesem aus innenpolitischen Gründen verstoßen worden war, kehrte sie nach Sizilien zurück, wo sie 1118 starb. Beigesetzt ist sie in der Kathedrale S. Bartolomeo in Patti.

## Anmerkung
1. ↑  Gaufredus Malaterra: De rebus gestis Rogerii Calabriae et Siciliae comitis et Roberti Guiscardi ducis fratris eius, lib. IV, cap. 14; cap. 18 berichtet über den Tod Jordans, Herrn von Syrakus, zu 1092

| Personendaten    | Personendaten                              |
| ---------------- | ------------------------------------------ |
| NAME             | Adelheid von Savona                        |
| ALTERNATIVNAMEN  | Adelasia del Vasto                         |
| KURZBESCHREIBUNG | Gräfin von Sizilien, Königin von Jerusalem |
| GEBURTSDATUM     | 1072                                       |
| STERBEDATUM      | 18. April 1118                             |
| STERBEORT        | Patti                                      |